# Seinerzeit
Seinerzeit war eine von 1975 bis 1998 im ORF-TV ausgestrahlte Nostalgiesendung. Moderiert wurde sie von Teddy Podgorski. Dieser begrüßte Studiogäste und zeigte Filmausschnitte aus dem ORF-Archiv. Die Themen der Sendung ergaben sich aus brieflichen Zuschaueranfragen, die Podgorski in der Sendung verlas und beantwortete.
Podgorski verfasste mehrere Bücher zur Sendung. Im Jahr 1989 wurde zu Silvester eine Spezialausgabe mit den österreichischen Humoristen Peter Alexander, Fritz Eckhardt, Heinz Holecek, Hans-Joachim Kulenkampff, Marcel Prawy und Otto Schenk ausgestrahlt.
In ähnlicher Form wurde von 2000 bis 2001 die ebenfalls von Podgorski moderierte Sendung Déjà vu mit zwölf Folgen ausgestrahlt, welche ebenfalls Archivaufnahmen, jedoch mit einem Fokus auf Kabarett zeigte.